# FC Gratkorn
Der FC Gratkorn ist ein österreichischer Fußballverein aus der steirischen Marktgemeinde Gratkorn und spielte von 2004 bis 2011 in der Ersten Liga, der zweithöchsten Spielstufe des Landes.

## Geschichte
Der Verein wurde im Jahr 1921 als Sportverein Gratkorn gegründet und nahm erstmals 1936 an der steirischen Landesliga teil. 1996 konnte er Landesmeister werden und startete anschließend mit neuen Namen „FC Gratkorn“ in der drittklassigen Regionalliga Mitte. In der Saison 2003/04 beendete der Klub unter Trainer Michael Fuchs die Regionalliga auf dem ersten Platz vor dem TSV Hartberg und stieg damit in die zweite Spielklasse auf. Die fällige Relegation konnte mit einem 0:0 und 1:1 gegen den SC-ESV Parndorf 1919 ganz knapp gemeistert werden.
Im ersten Jahr in der Ersten Liga 2004/05 noch punktegleich mit dem Tabellenletzten, erreichte der FC Gratkorn in den folgenden beiden Meisterschaften jeweils den fünften Platz. Den bisherigen Höhepunkt der Vereinsgeschichte erreichten die Gratkorner in der Saison 2007/08, die sie als Vizemeister der Ersten Liga hinter der Kapfenberger SV abschlossen. In der Saison 2010/11 musste der Verein als Tabellenletzter nach sieben Jahren Zugehörigkeit zur Ersten Liga in die Regionalliga absteigen.
Am 26. Juni 2013 musste der Verein Insolvenz anmelden. Zuvor wurde noch versucht, mit dem ebenfalls insolventen Grazer AK eine Spielgemeinschaft zu bilden. Die Überschuldung beträgt etwa 480.000 Euro, wobei vor allem circa 170.000 Euro an Bankverbindlichkeiten, rund 170.000 Euro an Finanzamtsschulden und offene Verbindlichkeiten in Höhe von 123.000 Euro an Spieler- und Trainergagen zu nennen sind. Die Insolvenz wurde vom Verein mit dem Abstieg aus der Ersten Liga und dem damit verbundenen Entfall von Fernsehgeldern begründet. Es wird versucht, den Spielbetrieb als Amateurverein fortzusetzen.
Am 23. September 2015 wurde bekannt gegeben, dass die 20 % Ausgleichsquote erfüllt wurde und der Verein wurde von dem Masseverwalter Norbert Scheerbaum wieder in die Eigenverantwortung übergeben.

## Erfolge
- 1 × Vizemeister Erste Liga (II): 2008
- 1 × Meister Regionalliga Mitte (III): 2004

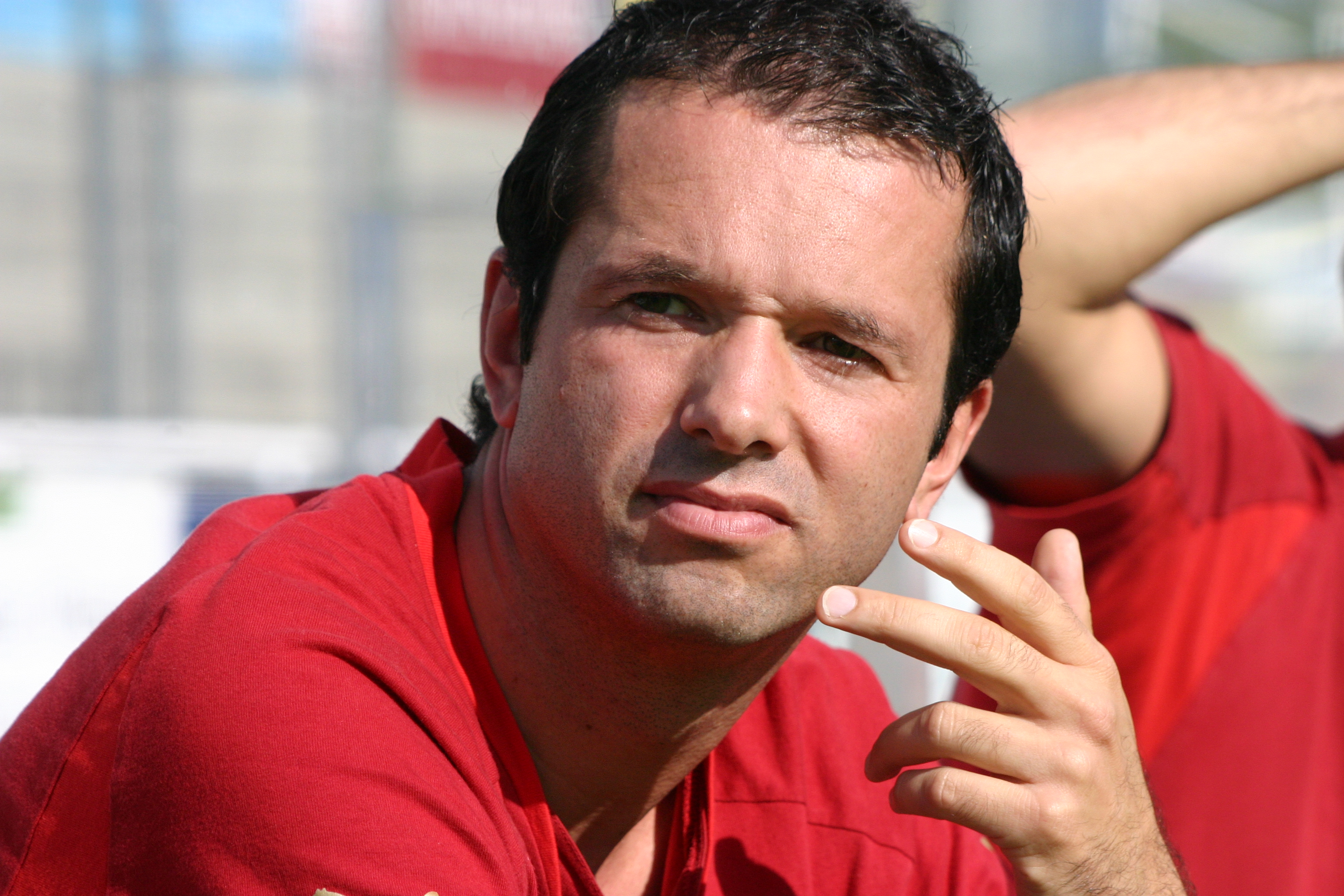
Ex-Trainer Michael Fuchs (†)